# Rebeka (postać biblijna)

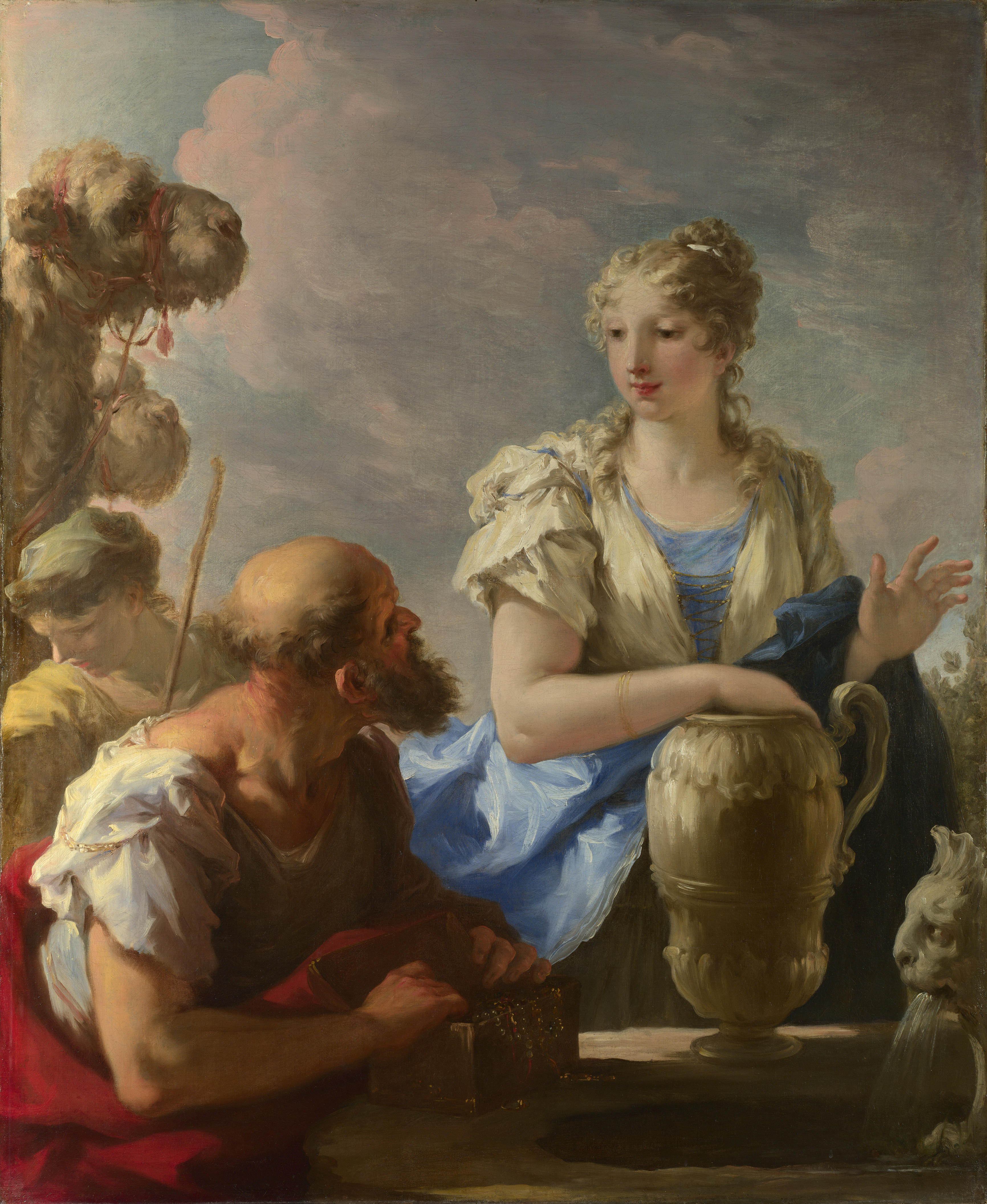
Rebeka na obrazie Giovanniego Pellegrini.

Rebeka (hebr. רִבְקָה) – żona Izaaka, patriarchy biblijnego, matka Ezawa i Jakuba.

## Życiorys
Urodziła się w bardzo zamożnej rodzinie w Aram-Naharaim. Była córką Betuela i siostrą Labana i wnuczką brata Abrahama - Nachora. Została wydana za Izaaka, z którym miała dwóch synów-bliźniaków: Ezawa i Jakuba. Jej faworytem był młodszy syn – Jakub, któremu pomogła podstępem zdobyć ojcowskie błogosławieństwo syna pierworodnego.